# Badminton na Letních olympijských hrách 1988
Badminton na Letních olympijských hrách 1988 v Soulu v Jižní Koreji.

## Medailisté

### Muži
| Kategorie    | Zlato                                | Stříbro                                          | Bronz                                            |
| ------------ | ------------------------------------ | ------------------------------------------------ | ------------------------------------------------ |
| dvouhra mužů | Čína (CHN) · Yang Yang               | Indonésie (INA) · Icuk Sugiarto                  | Jižní Korea (KOR) · Park Sung-hae                |
| čtyřhra mužů | Čína (CHN) · Li Yongbo · Tian Bingyi | Jižní Korea (KOR) · Lee Sang-bok · Lee Kwang-jin | Japonsko (JPN) · Shuji Matsuno · Shinji Matsuura |

### Ženy
| Kategorie   | Zlato                                           | Stříbro                              | Bronz                                      |
| ----------- | ----------------------------------------------- | ------------------------------------ | ------------------------------------------ |
| dvouhra žen | Jižní Korea (KOR) · Hwang Hye-young             | Čína (CHN) · Han Aiping              | Japonsko (JPN) · Sumiko Kitada             |
| čtyřhra žen | Jižní Korea (KOR) · Kim Yun-ja · Chung So-young | Čína (CHN) · Lin Ying · Guan Weizhen | Dánsko (DEN) · Dorte Kjær · Nettie Nielsen |

### Smíšené
| Kategorie       | Zlato                                               | Stříbro                                  | Bronz                                              |
| --------------- | --------------------------------------------------- | ---------------------------------------- | -------------------------------------------------- |
| smíšená čtyřhra | Jižní Korea (KOR) · Park Joo-bong · Chung Myung-hee | Čína (CHN) · Wang Pengren · Shi Fangjing | Hongkong (HKG) · Chan Chi Choi · Amy Chan Lim Chee |

## Přehled medailí
| Pořadí | Země        | Zlato | Stříbro | Bronz | Celkově |
| ------ | ----------- | ----- | ------- | ----- | ------- |
| 1.     | Jižní Korea | 3     | 1       | 1     | 5       |
| 2.     | Čína        | 2     | 3       | 0     | 5       |
| 3.     | Indonésie   | 0     | 1       | 0     | 1       |
| 4.     | Japonsko    | 0     | 0       | 2     | 2       |
| 5.     | Dánsko      | 0     | 0       | 1     | 1       |
| 6.     | Hongkong    | 0     | 0       | 1     | 1       |
| Celkem | Celkem      | 5     | 5       | 5     | 15      |